# Steve Crocker

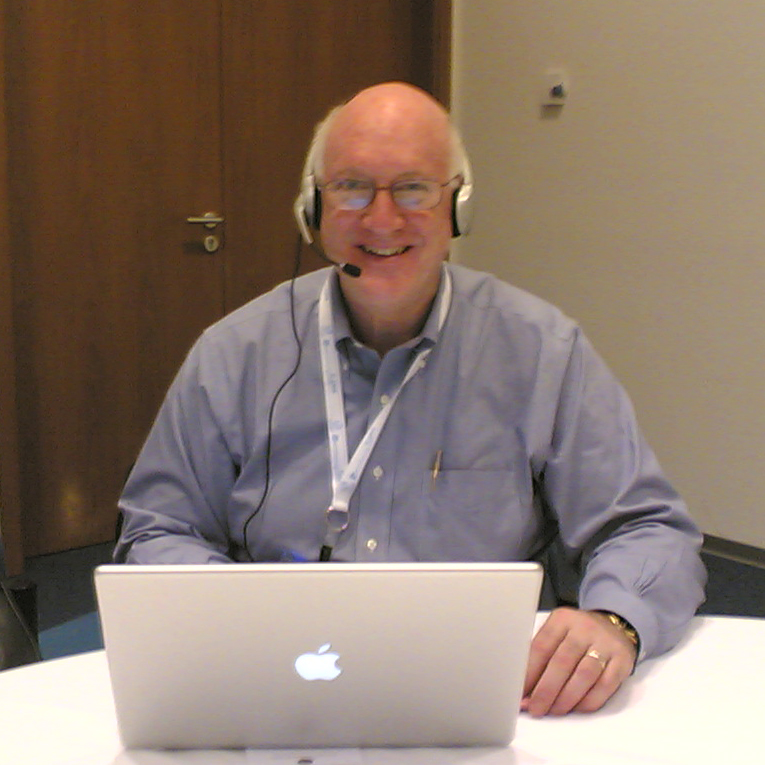
Steve Crocker en 2005

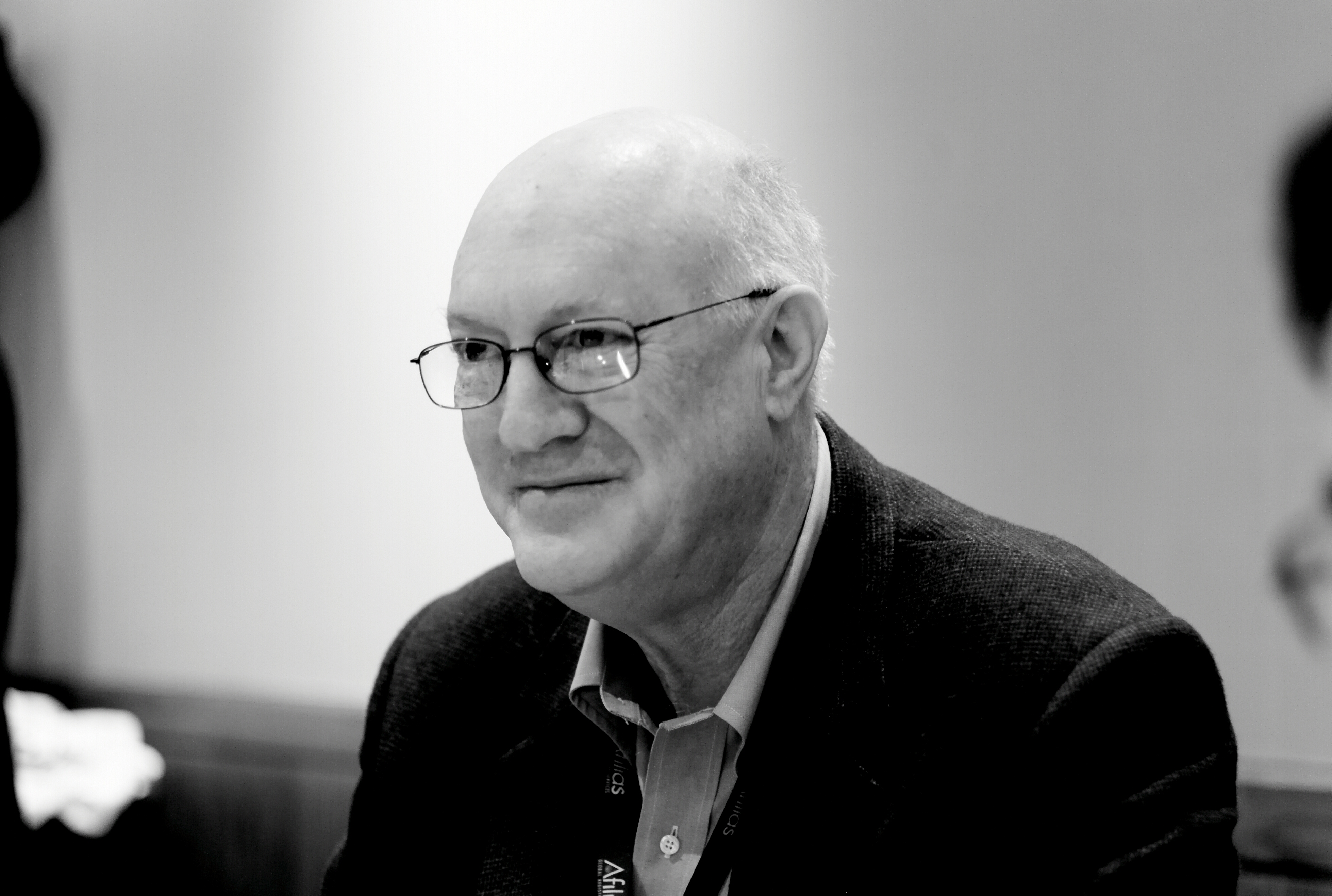
Steve Crocker

Stephen Crocker  (Pasadena (California), 15 de octubre de 1944) es un pionero en la comunicación entre ordenadores Internet y experto en seguridad computacional. Sus inicios en este campo se remontan a la década de los años 60s. En el verano de 1969 creó una red de comunicación y transmisión de archivos, entre los puntos físicos del Stanford Research Institute (SRI), UCLA, la Universidad de Utah (donde estudió) y la UCSB.

## La creación de NGW
Crocker creó un Grupo de Trabajo de Redes (Network Working Group), siendo él el coordinador, con la finalidad de resolver cualquier asunto NWG.

## La Red y sus criterios
Crocker ideó unas reglas básicas para todos los integrantes del grupo de trabajo, denominadas RFC y un medio de comunicación entre los pertenecientes al grupo: Telnet.
El RFC es básicamente una recopilación de la documentación estándar sobre internet (Request For Comments). En esta serie de documentos se detalla exhaustivamente todo lo relacionado con la tecnología de la que se sirve Internet, v.g. protocolos, recomendaciones y comunicaciones.
El último RFC que existe es 5133 Terminal Endpoint Identifier (TEI) Query Request Number Change M. Tuexen, K. Morneault [ December 2007 ] (TXT = 7279 bytes)(Updates RFC4233).

## La teoría aplicada
En la actualidad empresas informáticas como Microsoft utilizan los RFC como método de trabajo.